# Ahmad II ibn Ali
Ahmad II ibn Ali (La Marsa, 13 aprile 1862 – La Marsa, 19 giugno 1942) è stato Bey di Tunisi dal 1929 fino alla sua morte.

## Biografia
Nominato Luogotenente-Colonnello dell'esercito tunisino, Ahmad II venne investito del titolo di Principe della Corona solo il 14 gennaio 1928 e succedette poco dopo al cugino Habib Bey, il 13 febbraio 1929.
Egli ebbe molti figli di cui dieci maschi e otto femmine, tra i quali il Principe Taïeb Bey (1902-1989). Egli fu anche il nonno del giurisperito El Mokhtar Bey.
Era generalmente risaputo che una delle mancanze più gravi che ebbe Ahmad II in vita, fu quella di non conoscere affatto il francese e di non parlarlo.
Alla sua morte, nel 1942 venne sepolto nel mausoleo di Turbet el-Bey di Tunisi, secondo le tradizioni di famiglia.